# سیاه‌میمون
سیاه‌میمون نام یک سرده از زیرخانواده شست‌بریدگان است.
سیاه‌میمون از نظر علمی در سرده زِبرکَپی‌ها (نام علمی: Trachypithecus) قرار می‌گیرد.